# 유기준 (1924년)
유기준(1924년 12월 18일~2004년 7월 31일)은 대한민국의 정치인이다. 제13대 국회의원을 지냈다.

## 역대 선거 결과
|  | 39.47% |

|  | 21.65% |

|  | 24.28% |

|  | 17.97% |

|  | 55.48% |